# Rosario Cabrera
Rosario Cabrera López (Ciudad de México, 5 de junio de 1901- Progreso, Yucatán, 30 de diciembre de 1975). fue una artista moderna mexicana que vivió a principios del siglo XX.
Ingresó a la Escuela Nacional de Bellas Artes en 1916, donde estudió con los pintores Saturnino Herrán, Leandro Izaguirre, Germán Gedovius y el escultor Arnulfo Domínguez Bello, entre otros. En diciembre de 1920 participó en la exposición anual de su escuela y el pintor Carlos Mérida comentó sobre su obra: “es digno de mencionarse el envío de la señorita Rosario Cabrera, consistente en varios retratos, que acusan a un temperamento, y algunos paisajes de los cuales uno malo, el del claustro de color sucio y de pobre factura, y el otro —un apunte— bello de color y atrevida factura”. Un año después tuvo su primera muestra individual en la misma institución, donde presentó alrededor de cincuenta obras. En 1924 asistió al Ex Convento de Churubusco, que posteriormente se convertiría en una de las Escuelas de Pintura al Aire Libre (EPAL). De noviembre de 1924 a enero de 1927 vivió en Europa, becada por la Secretaría de Educación Pública, y presentó una exhibición individual en París entre 1925 y 1926. A su regreso a México entabló amistad con el pintor Alfredo Ramos Martínez, fundador de las EPAL, y otros pintores que como ella se convertirían en maestros de estas escuelas.
A finales de la década de 1920, las EPAL estaban siendo cuestionadas sobre sus propósitos y vigencia, y Rosario Cabrera fue una de las artistas que asumió su defensa, convirtiéndose en la primera —y única— pintora que dirigió dos de estas escuelas. Tras el cierre definitivo de las EPAL, se concentró en la enseñanza de pintura y dibujo en escuelas primarias.
El paisaje y el retrato fueron una constante en su obra, en los que encontró distintas propuestas de expresión. Se trata de una de las artistas que formaron parte del llamado renacimiento mexicano.